# LG사이언스랜드
LG사이언스랜드는 LG상남도서관이 운영하고 있는 어린이, 청소년을 위한 과학 사이트이며, LG사이언스랜드에 모든 서비스는 2022년 4월 20일에 종료되었다.

## 정보찾기
- 2003년 오픈
- 호기심 해결사
- 단원 내용

## 창의통통 체험활동
- 2004년 오픈, 체험활동을 하려면 구글플레이스토어와 앱스토어를 통해 다운받을 수 있다. (기존 LG사이언스랜드 서비스 종료)

## 과학송
- 2004년 과학송 오픈, 바람송, 뼈와 근육송, 지질시대송 등을 들을 수 있다. 2016년 쥬니버 과학세상 및 LG사이언스랜드 통합서비스를 종료하고 있다.

## 과학만화
- 2004년 오픈, 참여하신 만화는 좋아하는 과학 캐릭터를 나도 만들 수 있다 (2016년 쥬니버 과학세상 서비스 종료)

## 과학게임
- 2004년 오픈, lg사이언스랜드가 운영하고 있는 게임도 즐길 수 있다.(2016년부터 쥬니버 과학세상과 LG사이언스랜드 서비스 종료)

## 과학퀴즈
- 2004년 오픈, 과학퀴즈를 풀어야 할 수 있다.

## 웹사이트
- LG사이언스랜드 보관됨 2014-04-12 - 웨이백 머신